# Melinae
Melinae – podrodzina ssaków z rodziny łasicowatych (Mustelidae).

## Zasięg występowania
Podrodzina obejmuje gatunki występujące w Eurazji.

## Podział systematyczny
Do podrodziny należą następujące występujące współcześnie rodzaje: 
- Arctonyx F. Cuvier, 1825 – balizuar
- Meles Brisson, 1762 – borsuk

Opisano również rodzaje wymarłe:
- Arctomeles Stach, 1951[12]
- Ferinestrix Bjork, 1970[13]
- Melodon Zdansky, 1924[14]
- Neoyunnanotherium Deshmukh & Valenciano, 2022[15]